# Operation Dominic II
Als Operation Dominic II werden die kontinentalen Kernwaffentests der amerikanischen Kernwaffentestserie Operation Dominic bezeichnet, die vom 7. Juli bis zum 17. Juli 1962 auf der Nevada Test Site durchgeführt wurden. Im Verteidigungsministerium trug die Testserie den Namen Operation Sunbeam. Insgesamt wurden vier Kernwaffen getestet.
Während der Operation wurden verschiedene taktische Atomsprengköpfe getestet, darunter auch die Davy Crockett. Der Oberflächentest Little Feller I war der Test einer „Davy Crockett“, während dieses Tests wurde auch die Militärübung Exercice Ivy Flats durchgeführt. Knapp 3.000 Mitarbeiter des amerikanischen Verteidigungsministeriums und 1.000 Soldaten nahmen an der Übung teil.
Die Kernwaffen sollten Informationen über die Auswirkungen des elektromagnetischen Impulses liefern. Des Weiteren wurden die Auswirkungen von Atombombenexplosionen auf Häuser und Flugzeuge getestet.
Operation Dominic II war die letzte atmosphärische Testreihe auf der Nevada Test Site, alle weiteren Tests wurden unterirdisch durchgeführt.

## Die einzelnen Tests der Dominic II/Sunbeam-Serie
| Bombe            | Datum / Zeit (GMT)      | Ort                     | Explosionshöhe      | Testart    | Sprengkraft | Anmerkungen |
| ---------------- | ----------------------- | ----------------------- | ------------------- | ---------- | ----------- | --- |
| Little Feller II | 7. Juli 1962 19:00 Uhr  | Area 18                 | 1 Meter (3 Fuß)     | Oberfläche | 22 T        | |
| Johnnie Boy      | 11. Juli 1962 16:45 Uhr | Area 18                 | −0,5 Meter (−2 Fuß) | Oberfläche | 500 T       | Test des Sprengkopfes W-30 mit Tactical Atomic Demolition Munition                                                            |
| Small Boy        | 14. Juli 1962 18:30 Uhr | Area 5 (Frenchman Lake) | 3 Meter (10 Fuß)    | Turm       | 1,65 kT     | Informationen über den elektromagnetischen Impuls sollten gesammelt werden                                                    |
| Little Feller I  | 17. Juli 1962 17:00 Uhr | Area 18                 | 1 Meter (3 Fuß)     | Oberfläche | 18 T        | Test einer Davy-Crockett-Kernwaffe als Teil der Militärübung Ivy Flats; letzter atmosphärischer Test auf der Nevada Test Site |